# S 3 (fartyg)
S 3 (tidigare Poslusjnyj (Послушный = lydig) och Korsjun (Коршун = hök) i rysk tjänst; varvsnummer = 101) var en ryskbyggd stor torpedbåt av Sokol-klass som övertogs av finländarna efter frihetskriget. Fartyget gavs tillbaka till Sovjetunionen år 1922 i enlighet med fredsfördraget i Dorpat (nuvarande Tartu) från år 1920. Fartyget skrotades år 1925.

## Systerfartyg i den finländska flottan

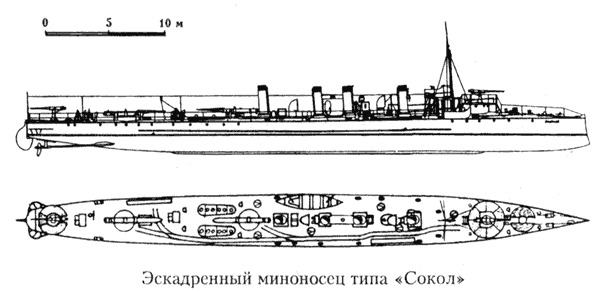
Sokol -klass torpedbåt.

| Namn | Tjänstgöring i den finländska marinen |
| --- | ------------------------------------- |
| torpedbåten S 1 | 1918—1930                             |
| torpedbåten S 2 | 1918—1925 (†)                         |
| torpedbåten S 3 | 1918—1922 (*)                         |
| torpedbåten S 4 | 1918—1922 (*)                         |
| torpedbåten S 5 | 1918—1944                             |
| torpedbåten S 6 | 1918—1922 (*)                         |
| † förliste den 4 oktober 1925 * gavs tillbaka till Sovjetunionen 1922 i enlighet med Fredsfördraget i Dorpat 1920. |                                       |